# まんがくらぶ
『まんがくらぶ』は、竹書房発行の4コマ誌。略称はまんくら。1987年3月創刊。発売日は毎月27日（ただし、流通事情により前後する）。定価は350円（300円から数度改定）でB5判、中綴じ。共通雑誌コード：18307。『まんがTV 天才くらぶ』（1986年 - 1987年2月）を前身に持つ。

## 概要
都会派ファミリー層をメインターゲットとして発行している。看板作品となる定番系から青年・女性向け作品を中心に掲載している。萌え系4コマにおいてはOVA化された人気作品『ゆるめいつ』の連載を擁する他は掲載例が少なく伝統的なファミリー向け4コマ誌の色合いが強かったが、2008年秋季に入ってから主に一迅社系作家を中心とする萌え系4コマ漫画の新連載を立て続けにスタートさせており、現在ではあらゆるジャンルの作品を満遍なく取り入れた読者を選ばない誌面構成となっている。
2020年3月27日発売の2020年5月号で休刊し、『まんがライフ』と合併という形となる。連載作の多くは『まんがライフ』へ移籍。一部は『まんがライフオリジナル』、ウェブ媒体のまんがライフSTORIA´（ストーリアダッシュ）へと移籍となる。

## 表紙の変遷
4コマ誌においては、他のジャンルの漫画雑誌と異なり、メインとなる表紙イラストが1名の作家によって複数月連続して担当される、という特徴がある。また、竹書房の同種雑誌の場合は通常、表紙は巻頭カラー作品と同一であり、文字どおり看板作品である。ここでは、本誌の表紙イラストを担当していた作家・作品と、その担当していた期間を記す。なお、2017年7月号からは複数の作家が交代で表紙メインイラストを担当するようになった。
1. 作者調査中（作品調査中）（創刊号 - 1987年x月号）
2. いがらしみきお（ぼのぼの→ぼのぼのs）（1987年x月号 - 1989年x月号、2015年8月号）※2015年8月号は、たかの宗美（有閑みわさん）との合同表紙
3. 堀田かつひこ（オバタリアン）（1989年x月号 - 1989年x月号）
4. 森下裕美（ここだけのふたり!!）（1989年x月号 - 2002年12月号）
5. 私屋カヲル（ちびとぼく）（2003年1月号 - 2004年7月号）
6. たかの宗美（有閑みわさん）（2004年8月号 - 2008年5月号、2009年7月号 - 2017年6月号）※巻頭作品としては2008年6月号 - 10月号も。2015年8月号は、いがらしみきお（ぼのぼのs）と、の合同表紙
7. 神仙寺瑛（天使の事情）（2008年6月号 - 2009年6月号）
8. たかの宗美、迂闊、佐野妙、小池定路、神仙寺瑛、氷堂リョージ、ほか（2017年7月号 - 2020年5月号（休刊号））※表紙作家の固定化中止以降

## 最終号の掲載作品
連載開始号の古い順（2020年5月号）
- 有閑みわさん（たかの宗美、2002年10月号 - 2020年5月号）
- 森田さんは無口（佐野妙、2009年3月号 - 2010年2月号・2010年6月号 - 2020年5月号）※『まんがライフオリジナル』と並行連載
- ひとりみ天国（むんこ、2014年10月号 - 2020年5月号）※2018年12月・2019年1月合併号までは目次に掲載、作者サイト「むんこのへや」内『ひとりみ天国のへや』[3]より移籍
- のみじょし（迂闊、2013年8月号・2014年1月号・7月号 - 9月号ゲスト、12月号 - 2020年5月号）※『まんがライフオリジナル』にて隔月で並行連載
- さかな&ねこ（森井ケンシロウ、2015年2月号 - 2020年5月号）※『まんがくらぶオリジナル』より移籍すると共に竹書房4コマ各誌にて並行連載
- リコーダーとランドセル（東屋めめ、2015年2月号 - 2020年5月号）※『まんがくらぶオリジナル』より移籍、『まんがライフオリジナル』と並行連載
- 恋愛感情のまるでない幼馴染漫画（渡井亘、2016年9月号 - 2017年1月号ゲスト、2017年2月号 - 2020年5月号）
- じじ柴しぐさ、もえがたり（コノマエヨミ子、2017年11月号・2018年2月号・3月号ゲスト、2018年4月号 - 2020年5月号）
- となりの席の同居人（神仙寺瑛、2018年8月号 - 2020年5月号）
- おまわりさんと悪女ちゃん（まどろみ太郎、2018年10月号 - 2020年4月号）※隔月連載
- 猫俣社長とちまりちゃん（ヒャク、2018年8月号ゲスト、2018年10月号 - 2020年5月号）
- 奥さまはアイドル♥（師走冬子、2019年2月号 - 2020年5月号）※まんがライフMOMOからの移籍連載
- ツーリンガール!（凪水そう、2019年2月号 - 2020年5月号）※まんがライフMOMOからの移籍連載
- 晴れのちシンデレラ（宮成楽、2019年2月号 - 2020年5月号）※まんがライフMOMOからの移籍連載
- ファミレスのナガイさん（真島悦也、2019年2月号 - 2020年5月号）※まんがライフMOMOからの移籍連載
- L△L△L（とく村長、2019年2月号 - 2020年5月号）※まんがライフMOMOからの移籍連載
- ト或ル夫婦ノ日乗（崎由けぇき、2019年3月号 - 2020年5月号）※まんがライフMOMOからの移籍連載
- 博多女子は鬼神のごとく気が強か!?（山東ユカ、2019年3月号 - 2020年5月号）※まんがライフMOMOからの移籍連載
- 若旦那はザンネン。（小池定路、2019年4月号 - 2020年5月号）
- 高尾の天狗とミドリの平日（氷堂リョージ、2019年9月号 - 2020年5月号）
- 見上げるあなたと星空を（とこみち、2019年7月号ゲスト、2019年9月号 - 2020年5月号）
- お猫見2 ガルがきた（いがらしみきお、2020年1月号 - 2020年5月号）※隔月連載、ショートストーリー

### 企画もの
- 月間4コマ雑誌発売日カレンダー
- ご当地占い（占い師が2014年5月号よりマギーからスーザに交代）

## 過去に連載されていた主な作品
- ぼのぼの→ぼのぼのs→でぶぼの→いぬぼの（いがらしみきお、1986年9月号 - 2019年11月号）※『まんがライフ』と並行連載、2015年8月号よりショートストーリーに変更・改題、2017年4月号より4コマに変更・改題、2018年8月号より改題
- パロ野球ニュース（はた山ハッチ、1986年x月号 - xxxx年x月号）
- ここだけのふたり!!（森下裕美、1988年x月号 - 2002年12月号）
- エデンの東北（深谷かほる、1989年x月号 - 2009年5月号）※ショートストーリー、『まんがライフオリジナル』で継続
- 小梅ちゃんが行く!!（青木光恵、1991年x月号 - 1996年x月号）
- SENGOKU（山科けいすけ、1991年x月号 - 1993年x月号）
- 非存在病理学入門（須賀原洋行、199x年x月号 - 1999年x月号）
- おいしい生活（胡桃ちの、199x年x月号 - 199x年x月号）
- 桜えびのかきあげ（小道迷子、xxxx年x月号 - 1998年x月号）
- 執念の刑事（業田良家、xxxx年x月号 - xxxx年x月号）
- 愛の若草山物語（寺島令子、199x年x月号 - xxxx年x月号）
- シロと歩けば（内田かずひろ、199x年x月号 - 2007年4月号）※『あにまるパラダイス』へ移籍
- 幕張サボテンキャンパス（みずしな孝之、1995年9月号？ - 2003年5?月号・2008年5月号ゲスト）
- 幸福のススメ（伊藤理佐、1995年x月号 - 1997年x月号）
- 少年ピンチ（立沢直也、1995年x月号 - 1998年x月号）
- 本当にあった愉快な話（田島みるく、1995年x月号 - 2006年1月号）※投稿4コマ、『月刊本当にあった愉快な話』へ統合
- レンジで5分（藤野美奈子、1995年x月号 - 1998年x月号）
- かいしゃいんのメロディー（大橋ツヨシ、1996年2月号 - 2003年3月号）
- サカモト（山科けいすけ、1996年x月号 - 2001年x月号）
- ナニハナ女子寮物語（胡桃ちの、1997年8月号 - 1999年1月号・1999年5月号 - 1999年10月号）※1999年2月 - 4月までは休載
- せんせいになれません（小坂俊史、1997年10月号 - 2018年4月号）
- 夢見るゆーみ（さんりようこ、1997年x月号 - 1999年x月号→夢見るゆーみミレニアムと改題し2000年x月号 - 200x年x月号）
- 嵐のゴールデンタイム（荒井清和、1997年x月号 - 2001年x月号）
- タウリン5000（森田フミゾー、1997年x月号 - 2001年x月号）
- どんぐりくん（須藤真澄、1997年x月号 - 2007年10月号）※非4コマ
- 沼田さんが笑った（ザビエル山田、1997年x月号 - 2001年x月号）
- よい子のかいしゃ（葛原兄、1997年x月号 - 2000年x月号）
- バツイチ30ans（小池田マヤ、1998年1月号ゲスト・1998年3月号 - 2000年10月号）※1999年7月号は休載
- エヴリデイおさかなちゃん（国樹由香、1998年x月号 - 2000年x月号）
- お庭でござる（小道迷子、1998年x月号 - 1999年x月号）
- 実録!たかし&佳代のホンマでっせお客さん!!（村上たかし、1998年x月号？ - 2003年6月号）
- ヒゲのOL薮内笹子（しりあがり寿、1998年x月号 - 2001年x月号）
- 大阪愛のたたき売り 育児編（胡桃ちの、1999年11月号 - 2011年6月号）
- 小梅ちゃんが行く!!RETURNS（青木光恵、1999年x月号 - 2001年3月号）※『まんがくらぶオリジナル』へ統合（終了）
- どり〜んあっちゃん（あっきう、1999年x月号 - 2007年9月号）
- わかりあえない人々（須賀原洋行、1999年x月号 - 20xx年x月号）
- ちびとぼく（私屋カヲル、2000年x月号 - 2006年6月号）※『まんがライフオリジナル』へ統合（終了）
- ツレちゃん（三島たけし、xxxx年x月号 - xxxx年x月号）
- まさかのマサカリ!!（西田協子、xxxx年x月号 - xxxx年x月号）
- メデューサの朝（山野りんりん、2002年x月号 - 2004年4月号）
- わたしたちは散歩する（高橋しん、2002年2月号 - 200x年x月号）※隔月連載、ショートストーリー、休載中のまま終了
- WAKIWAKIタダシさん（阿部川キネコ、2002年2月号ゲスト、2002年5月号 - 2005年9月号）
- ぴよぴよあいこせんせい→ぴよぴよ保育園あいこせんせい!（松本ぷりっつ、2002年x月号 - 2007年3月号）※途中改題
- ぱわまゆ（榛名まお、2001年11月号、2002年1月号ゲスト・2002年3月号 - 2003年3月号）

連載終了後、単行本化のための不足本数を補うため作風がより合致している『まんがライフMOMO』に移籍し短期集中連載が行われた（2004年6月号 - 8月号）。
- 愛のイトナミ（後藤ユタカ、xxxx年x月号 - xxxx年x月号）※『本当にあった愉快な話』系列各誌へ統合
- ナマズのがっこう（あさをゆうじ、xxxx年x月号 - 2006年4月号）
- やさしくしないで!（松山花子、2002年8月号ゲスト、2002年11月号 - 2011年5月号）
- チェリーブロッサムで乾杯（南ひろこ、2003年1月号 - 2006年11月号）
- ヨルのガッコウより（いでえいじ、2003年2月号 - 2006年7月号）
- ハッピーレシピ（ぴこぴこリョウ、2003年x月号 - 2006年7月号）※非4コマ
- うちの子に日々大爆SHOW（胡桃ちの、200x年x月号 - 2008年3月号）※投稿4コマ
- まい・ほーむ（むんこ、2003年8月号・11月号ゲスト、2004年1月号 - 2007年9月号、2009年9月号 - 2010年5月号）
- 2ねん1くみしらとりさよこ（神奈川のりこ、2004年8月号 - 2011年1月号）※もともと「白鳥課長の素敵な生活」の外伝であったもの
- ちこりん日記（山野りんりん、2004年5月号 - 2011年5月号）
- たびたびあじあ（野中のばら、2004年x月号? - 2007年4月号）※非4コマ・エッセイ
- ノンストップ!おヨメ道→ノンストップおヨメ道（柘植文、xxxx年x月号 - 2010年3月号）※非4コマ・エッセイ、2006年8月号より改題
- 株かぶナンピン天国（荒木ひとし、2005年2月号? - 2006年7月号）※非4コマ・エッセイ
- かよちゃんの荷物（雁須磨子、2005年7月号 - 2011年7月号）※隔月連載、非4コマ、ショートストーリー
- 家賃8万ダンナは無職（市川ヒロシ、2005年8月号 - 2007年2月号）
- おたやん。（古川紀子、2005年7月号ゲスト・10月号 - 2009年2月号）
- ゆるめいつ（saxyun、2005年6月号ゲスト・12月号 - 2020年3月号）
- ホテルポパン（有間しのぶ、2005年x月号? - 2008年12月号）※ショートストーリー
- うたうめ（安田弘之、2005年9月号ゲスト・2006年2月号 - 2009年12月号）
- シローとシロ（さとるサブレ、2005年11月号ゲスト・2006年4月号 - 2008年11月号）
- 結婚したい女たち（西田協子、2006年4月号 - 8月号） - 産休により休載、休載中のまま終了
- うちの3姉妹（松本ぷりっつ、2006年3月号ゲスト・6月号 - 8月号連続ゲスト・10月号 - 2007年5月号）
- うちは寿!（小池恵子、2006年2月号ゲスト・7月号 - 2013年11月号）※ゲスト「ことぶき家の人々」改題
- きらびヶ丘お嬢団（秋吉由美子、2006年4月号ゲスト・7月号 - 2008年4月号）※ゲスト「出動!お嬢団」改題
- 天使の事情（神仙寺瑛、2006年3月号ゲスト・8月号 - 2009年6月号・10月号 - 2014年6月号）
- ひとつやねのした（柳内結衣、2006年10月号企画・12月号 - 2007年2月号短期連載・5月号 - 7月号）
- 新・自虐の詩（業田良家、2007年1月号 - 2008年8月号）
- おのぼり物語（カラスヤサトシ、2007年1月号 - 2008年9月号・2008年10月号ゲスト）
- そうだ!会社へ行こう!（そにしけんじ、2007年3月号ゲスト・5月号 - 2009年2月号）
- コンビニ番長（ふくた伊佐央、2007年6月号ゲスト・8月号 - 2010年8月号）※livedoorデイリー4コマで継続後、終了
- 手のりおかん（カツピロ、2007年7月号ゲスト・9月号 - 2010年5月号）
- いぬ会社（そにしけんじ、2007年12月号 - 2008年5月号）※原案 福田雄一
- きじぃ君としぃさん（大城さとし、2007年10月号ゲスト・2008年1月号 - 2010年8月号）
- お一人様二つまで!（内田春菊、2008年4月号 - 2009年11月号）
- アパートの部屋貸します（秋吉由美子、2008年5月号 - 2009年1月号）
- マーメイドブルース（小池田マヤ、2007年7月号、2008年2月号ゲスト・2008年7月号 - 2009年10月号）
- ネコナデ（KUJIRA、2008年7月号 - 2008年12月号）
- 猫びより!ヒルネちゃん（智、2008年11月号 - 2010年7月号）
- ヘルパーライフ（魔神ぐり子、2008年2月号ゲスト・12月号 - 2009年2月号）
- ひよわーるど（橘紫夕、2008年10月号 - 2015年9月号）
- 桜色デイズ（高野うい、2008年12月号 - 2011年11月号）
- あかいレンガちゃん（前田舞☆、2009年2月号 - 4月号ゲスト・2009年5月号 - 2010年5月号）
- 並盛サラリーマン（木下晋也、2009年2月号 - 4月号ゲスト・2009年5月号 - 2013年4月号）
- まごころ。（魔神ぐり子、2009年3月号ゲスト・2009年6月号 - 2010年9月号）
- 父派なわたしじゃいけません?（渡辺圭祐、2009年4月号、7月号 - 8月号ゲスト・10月号 - 2013年9月号）
- ひみつのおねえちゃん（藤生、2009年7月号 - 8月号ゲスト・12月号 - 2011年10月号）※2012年5月号に「特別編」掲載
- 数学女子（安田まさえ、2009年9月号ゲスト・2010年1月号 - 3月号集中連載・2010年4月号 - 2013年1月号・5月号 - 2013年10月号・2014年11月号 - 2015年1月号・3月号 - 4月号）※『まんがライフMOMO』と並行連載（終了）
- どれみ楽団（中村ユキチ、2010年1月号、2010年6月号 - 8月号ゲスト・2010年9月号 - 2012年2月号）
- ぶんぶくかまのめし（田丸さと、2010年3月号 - 2013年4月号）
- 田中さんちの白米ちゃん（池尻エリクソン、2010年4月号 - 2013年4月号）※第2回livedoorデイリー4コマ Y-1グランプリ準グランプリ「ごはん擬人化計画 田中さんちの食卓」（デイリー4コマ→デイリー4コマ2ndにて連載）を改題、『まんがライフ』と並行連載（終了）
- はな咲くけものみち（華桜こもも、2010年3月号 - 5月号ゲスト・2010年6月号 - 2010年12月号）※ショートストーリー、休載中のまま終了
- オトウフようちえん（オトウフ、2010年6月号 - 8月号ゲスト・2010年9月号 - 2012年4月号）※2012年6月号に「特別編」掲載
- 白鳥課長の素敵な生活（神奈川のりこ、2010年10月号 - 2012年11月号）※過去に『まんがくらぶオリジナル』で終了していたもの。2012年12月号に、ぶんか社『主任がゆく！スペシャル』連載中の同作者作品『ママはキャリアウーマン』とのコラボレーション宣伝漫画掲載
- ヴェネツィアひよわ紀行（橘紫夕、2010年11月号 - 2014年8月号、不定期）※エッセイ漫画、非4コマ、2012年9月号・2013年1月号には代わりに『でかポメ』がゲスト掲載、2015年4月号 - 5月号に「リベンジ編」を掲載
- ゆあまいん（むんこ、2010年9月号・2011年1月号ゲスト・6月号 - 2013年12月号）※偶数月号隔月連載→不定期掲載、『まい・ほーむ』続編
- シークレット5（真枝アキ、2011年1月号 - 3月号ゲスト・5月号 - 2014年3月号）
- 父とヒゲゴリラと私（小池定路、2011年3月号 - 5月号ゲスト・6月号 - 2018年12月・2019年1月合併号）
- 100万ボルトの彼女（楯山ヒロコ、2011年5月号 - 7月号ゲスト、9月号 - 2015年6月号）
- お風呂のアレ（山野りんりん、2011年6月号 - 2012年9月号）
- 愛のたたき売り物産展（胡桃ちの、2011年7月号 - 2019年12月号）
- 輝きジョシ子さん。（原作：ダ・ヴィンチ・恐山、漫画：嘘空まこと、2011年4月号 - 6月号ゲスト・8月号 - 2013年5月号）
- にぃづまごっこ（おりはらさちこ、2011年11月号 - 2013年3月号）※2011年11月号 - 2012年1月号はゲスト扱い
- ラーメン屋のヨメ（神奈川のりこ、2012年1月号 - 2月号・7月号ゲスト、2013年1月号 - 2014年7月号）
- 小杉センセイはコドモ好き（やまもとまも、2012年12月号・2013年3月号 - 4月号ゲスト、6月号 - 2015年9月号）
- おじいぽんとわたし（橘りた、2013年2月号ゲスト、5月号 - 2015年5月号）
- 土曜ランチ!（イシデ電、2012年12月号・2013年4月号 - 5月号ゲスト、8月号 - 2015年12月号）※ゲスト「土曜ランチ」改題
- うちゅうジカ（田丸さと、2013年8月号 - 2014年7月号）
- 黒猫の駅長さん（山口悠、2013年1月号・5月号 - 7月号ゲスト、8月号 - 2017年4月号）
- 高尾の天狗と脱・ハイヒール（氷堂リョージ、2013年9月号 - 2018年11月号）
- マジョ&サディ（ジョン・チョリョン、2013年11月号 - 2015年1月号）※「第一部完」
- 俺んちのぐとこ。（渡辺圭祐、2013年12月号 - 2015年3月号）
- なぎさ食堂（藤沢カミヤ、2013年10月号 - 11月号ゲスト、2014年1月号 - 2016年12月号）
- シネマに恋して（にしうら染、2012年12月号 - 2013年1月号ゲスト、2014年2月号 - 2015年5月号）
- トラロッコ（えのきづ、2013年11月号ゲスト、2014年3月号 - 2016年8月号）
- ハチさんは今日も生きています。（コノマエヨミ子、2014年4月号 - 2017年2月号）※『96歳の柴犬ハチさんは、今日もお散歩しています。』の題名で書籍扱い単行本化、ゲスト扱い
- 躍らないなら死ねばいいのに（梅沢はな、2014年5月号 - 2015年7月号）
- 大正四葉セレナーデ（香日ゆら、2012年9月号 - 11月号・2013年10月号 - 11月号ゲスト、2014年5月号 - 2016年6月号）
- 迷走乙女日記（小池恵子、2014年5月号 - 2016年10月号）
- 腹黒舞子さんとの京生活（櫁屋涼、2011年12月号 - 2012年2月号ゲスト、5月号 - 2014年3月号・2014年10月号 - 2016年5月号）
- 堕天使の事情（神仙寺瑛、2014年10月号 - 2018年3月号）※『天使の事情』の続編
- 鉄工所のヒカリ（浦地コナツ、2015年2月号 - 2016年7月号）※『まんがくらぶオリジナル』で連載されていた『まちこう!』とのハイパーリンク作品。
- 猫系彼女と草食男子（こいずみまり、2015年2月号 - 2016年9月号）※『まんがくらぶオリジナル』より移籍
- ねーちゃんとオレと、ときどき先生。（TOもえ、2015年4月号 - 2017年10月号）
- 春と秋について（むんこ、2015年7月号 - 2017年10月号）
- 白滝高校きぐるみ部（橘紫夕、2015年11月号 - 2018年7月号）
- 麻衣の虫ぐらし（雨がっぱ少女群、2015年9月号ゲスト、2016年2月号 - 2019年2月号）※ショートストーリー
- 思春期コーヒードリップ（裕木ひこ、2016年3月号 - 2018年1月号）
- となりのバカと続く嘘（あむぱか、2016年5月号 - 2017年3月号）※ショートストーリー
- 鳩子のあやかし郵便屋さん。（雪子、2016年6月号 - 2019年11月号）
- おじさんとポニーテール（香日ゆら、2016年10月号 - 12月号集中連載、2017年2月号 - 2018年3月号）
- みのりと100人のお嬢様（藤沢カミヤ、2017年3月号 - 2020年2月号）
- オツカレちゃん→死神見習!オツカレちゃん（コハラモトシ、2017年2月号 - 4月号ゲスト・2017年5月号 - 2018年12月・2019年1月合併号）
- 佐伯家長男の妹（のん、2017年1月号ゲスト、2017年6月号 - 2018年12月・2019年1月合併号）
- マンガでわかる動物講座（高橋のぞむ、2017年10月号 - 2018年6月号）
- 田舎で、暇だから、モテたい（お肉おいしい、2017年9月号ゲスト、2017年11月号 - 2019年6月号）
- フリーターが地味に異世界転移するマンガ（あまおう、2018年3月号 - 2019年3月号）
- 鉄道少女ふたり旅（山口悠、2017年12月号 - 2018年2月号ゲスト、2018年3月号 - 2019年8月号）
- さつまと飼い主（o-ji、2019年3月号 - 2019年4月号）※まんがライフMOMOからの移籍連載
- おうちでごはん（スズキユカ、2019年2月号 - 2019年5月号）※まんがライフMOMOからの移籍連載
- お兄ちゃんビフォーアフター（内村かなめ、2019年2月号 - 2019年8月号）※まんがライフMOMOからの移籍連載

- せんせいは女王様（山田まりお、xxxx年x月号 - 2005年5月号）
- ちぃちゃんち（市川ヒロシ、xxxx年x月号 - 2005年7月号）
- うふふの♡しげるちゃん（西田協子、xxxx年x月号 - 2006年2月号）
- ままごとまのん（人見茜、xxxx年x月号 - 2006年4月号）
- 鈴木さんのたてがみ（真右衛門、xxxx年x月号 - 2006年12月号）
- ぼったん（山科けいすけ、xxxx年x月号 - xxxx年x月号）
- ゆんぼくん（西原理恵子、xxxx年x月号 - xxxx年x月号）
- おんなのこポコポン（松井雪子、xxxx年x月号 - xxxx年x月号）

### 企画
- 音無家秘伝!旬の味覚まるかじりレシピ♡（料理研究家成田和子、2005年x月号 - 2007年1月号）
- 2コマ堂（読者投稿企画、2011年11月号より募集開始、12月号 - 2015年1月号）※『せんせいになりません』の2コマ漫画の台詞埋め。小坂俊史自身が選考する。
- 佐川芳枝のお寿司屋さんにいらっしゃ〜い（佐川芳枝、イラスト・たかの宗美、2012年1月号 - 2012年4月号）※『まんがくらぶオリジナル』より移籍
- ゆるめ新聞 THE TV（2012年2月号 - ）※『ゆるめいつ』テレビアニメ情報
- ダ・ヴィンチ・恐山の因果くらぶ（2012年3月号 - 20xx年x月号）
- オトナの読書感想文（2013年6月号 - 20xx年x月号）※毎月異なる漫画家が執筆するコラム

### 過去定期的にゲスト掲載されていた主な作品
- カボチャの冒険（五十嵐大介、? - ）※シーズンゲスト（主に4・6・12月号掲載）、ショートストーリー
- けものとチャット（みずしな孝之、2004年2月号 - 2011年11月号）※シーズンゲスト（2004年8月号以降、毎年2・5・8・11月号掲載）、『まんがくらぶオリジナル』に定期連載（終了）

## 新人4コマカーニバル!!
第1回が2006年10月号で行われ、柳内結衣『ひとつやねのした』が優勝し12月号からの3ヶ月集中連載を獲得した。さらに、この短期集中連載後には、設定を新規連載用に見直した上で正式に連載となったが、わずか3ヶ月で終了となった。

### 第1回
エントリー順
1. 柳内結衣『ひとつやねのした』 - 優勝（3ヶ月集中連載獲得）
2. 金沢裕司『コンビなコンビニ』
3. チャーリー猫磨呂『いただきあんこちゃん』

## 映像化作品

### 実写化
| 作品         | 公開年 | 配給         | 備考 |
| ------------ | ------ | ------------ | ---- |
| おのぼり物語 | 2010年 | 東京テアトル |      |

### アニメ化
| 作品              | 放送年                 | アニメーション制作 | 備考                                                    |
| ----------------- | ---------------------- | ------------------ | ------------------------------------------------------- |
| オバタリアン      | 1990年（特番）         | サンライズ         | 他誌との並行連載                                        |
| ぼのぼの          | 1995年（第1作）        | グループ・タック   | 15分枠のショートアニメ 他誌との並行連載                 |
| ぼのぼの          | 2016年（第2作）        | エイケン           | 8分枠のショートアニメ 他誌との並行連載                  |
| いつも心に太陽を! | 1999年                 | スタジオディーン   | 『ワンダフル』内のコーナードラマ 10分枠のショートアニメ |
| 森田さんは無口    | 2011年（第1期・第2期） | セブン             | 他誌との並行連載 5分枠のショートアニメ                  |
| ゆるめいつ        | 2012年（第1期・第2期） | C2C                | 5分枠のショートアニメ                                   |

| 作品     | 公開年          | アニメーション制作     | 備考             |
| -------- | --------------- | ---------------------- | ---------------- |
| ぼのぼの | 1993年（第1作） | グループ・タック       | 他誌との並行連載 |
| ぼのぼの | 2002年（第2作） | デジタル・フロンティア | 他誌との並行連載 |

- 本誌にて定期ゲスト掲載があった作品のOVA化には『けものとチャット』がある。
- 本誌にて並行連載前の作品のテレビアニメ化には『リコーダーとランドセル』がある。
- 本誌から移籍後の作品のテレビアニメ化には『うちの3姉妹』がある。

### デビュー作家
- ひろせみほ - 本誌デビューの後、お色気4コマ作家を経て、成人向けストーリー漫画に転向。
- かずといずみ（いずみ） - 2001年3月号で『クリーニングみなみちゃん』にて本誌デビューの後、ストーリー漫画に転向。